# 木咲樹音
木咲 樹音（きざき じゅね、1995年4月28日 - ）は、日本の元女性タレント。本名、川﨑 樹音（かわさき じゅね）。東京都出身。スターダストプロモーションに所属していた。
ニュージーランド人の父と日本人の母の間に生まれたハーフ。

## 略歴
- 2000年 - ジュネス企画に所属し、樹音名義で芸能界デビュー。
- 2003年 - NHK教育『天才てれびくんMAX』にてれび戦士として6年間出演。
- 2007年 - スターダストプロモーションに移籍し、川﨑樹音に改名。
- 2009年 - 木咲樹音に改名。
- 2014年 - スターダストプロモーションを退社。
- 2019年 - 日本大学芸術学部映画学科を卒業。

## 出演

### バラエティ
- 天才てれびくんMAX（2003年4月 - 2009年3月、NHK教育）てれび戦士
- ネクストプリンセス（2009年 - 2010年、テレビ東京）
- テストの花道（2012年4月 - 2014年3月、NHK Eテレ）

### テレビドラマ
- 僕の生きる道 第1話（2003年1月7日、フジテレビ）

### テレビアニメ
- NHKアニメ劇場 雪の女王 第19話（2005年10月2日、NHK総合）子ども 役

### 映画
- 守ってあげたい!（2000年）
- ふとめの国のありす（2012年） - うさぎ 役

### CM
- チキータバナナ
- ティンカーベル
- ホンダ
- 不二家
- MTV
- 日立グループ
- Ki-Re-i Photo

### スチール
- 美容師のための総合情報誌re-quest/QJ
- リトルアンデルセン、アースマジック
- 三越
- フェリシモ、はいせんす絵本
- ベストライン、作務衣かたろぐ

### PV
- 星村麻衣「Stay With You」（2002年）
- 千晴「GO」（2008年）

### 雑誌
- DiaDaisy（小学館）モデル